# Pseudobagrus brevianalis
Pseudobagrus brevianalis är en fiskart som beskrevs av Regan, 1908. Pseudobagrus brevianalis ingår i släktet Pseudobagrus, och familjen Bagridae. Inga underarter finns listade.